# Forūdgāh-e Jāsk
Forūdgāh-e Jāsk (persiska: فرودگاه جاسك) är en flygplats i Iran.   Den ligger i provinsen Hormozgan, i den sydöstra delen av landet, 1 300 km sydost om huvudstaden Teheran. Forūdgāh-e Jāsk ligger 9 meter över havet.
Terrängen runt Forūdgāh-e Jāsk är platt. Havet är nära Forūdgāh-e Jāsk åt sydväst.  Närmaste större samhälle är Bandar-e Jask, 2,7 km väster om Forūdgāh-e Jāsk. Trakten runt Forūdgāh-e Jāsk är ofruktbar med lite eller ingen växtlighet.